# Słowenia na Zimowych Igrzyskach Olimpijskich 1998
Słowenię na Zimowych Igrzyskach Olimpijskich 1998 reprezentowało 34 zawodników: dwudziestu jeden mężczyzn i trzynaście kobiet. Był to trzeci start reprezentacji Słowenii na zimowych igrzyskach olimpijskich.

## Skład reprezentacji

### Narciarstwo alpejskie
Mężczyźni
| Zawodnik        | Konkurencja   | Wyścig 1     | Wyścig 2          | Łącznie           | Łącznie |
| Zawodnik        | Konkurencja   | Czas         | Czas              | Czas              | Miejsce |
| --------------- | ------------- | ------------ | ----------------- | ----------------- | ------- |
| Peter Pen       | Zjazd         |              |                   | Nie ukończył      | –       |
| Aleš Brezavšček | Zjazd         |              |                   | Nie ukończył      | –       |
| Jernej Koblar   | Zjazd         |              |                   | 1:52.79           | 20      |
| Aleš Brezavšček | Supergigant   |              |                   | 1:38.54           | 28      |
| Peter Pen       | Supergigant   |              |                   | 1:37.81           | 23      |
| Jernej Koblar   | Supergigant   |              |                   | 1:36.84           | 17      |
| Bernhard Knauss | Slalom gigant | Nie ukończył | –                 | Nie ukończył      | –       |
| Jernej Koblar   | Slalom gigant | 1:23.49      | 1:20.47           | 2:43.96           | 22      |
| Mitja Kunc      | Slalom gigant | 1:22.66      | 1:20.43           | 2:43.09           | 18      |
| Jure Košir      | Slalom gigant | 1:20.97      | 1:19.01           | 2:39.98           | 5       |
| Jure Košir      | Slalom        | Nie ukończył | –                 | Nie ukończył      | –       |
| Andrej Miklavc  | Slalom        | Nie ukończył | –                 | Nie ukończył      | –       |
| Matjaž Vrhovnik | Slalom        | 57.36        | 57.29             | 1:54.65           | 17      |
| Drago Grubelnik | Slalom        | 57.06        | Zdyskwalifikowany | Zdyskwalifikowany | –       |

Kombinacja mężczyzn
| Zawodnik        | Slalom       | Slalom | Zjazd   | Łącznie      | Łącznie |
| Zawodnik        | Czas 1       | Czas 2 | Czas    | Łączny czas  | Miejsce |
| --------------- | ------------ | ------ | ------- | ------------ | ------- |
| Jernej Koblar   | Nie ukończył | –      | –       | Nie ukończył | –       |
| Aleš Brezavšček | 55.33        | 48.82  | 1:35.94 | 3:20.09      | 7       |
| Peter Pen       | 54.21        | 49.62  | 1:36.98 | 3:20.81      | 8       |

Kobiety
| Zawodniczka    | Konkurencja   | Wyścig 1      | Wyścig 2      | Łącznie       | Łącznie |
| Zawodniczka    | Konkurencja   | Czas          | Czas          | Czas          | Miejsce |
| -------------- | ------------- | ------------- | ------------- | ------------- | ------- |
| Špela Bračun   | Zjazd         |               |               | 1:31.54       | 24      |
| Špela Bračun   | Supergigant   |               |               | 1:20.29       | 30      |
| Mojca Suhadolc | Supergigant   |               |               | 1:19.66       | 24      |
| Špela Pretnar  | Slalom gigant | Nie ukończyła | –             | Nie ukończyła | –       |
| Nataša Bokal   | Slalom gigant | 1:22.86       | 1:35.60       | 2:58.46       | 20      |
| Alenka Dovžan  | Slalom gigant | 1:22.57       | 1:34.78       | 2:57.35       | 17      |
| Urška Hrovat   | Slalom gigant | 1:21.61       | 1:35.83       | 2:57.44       | 18      |
| Alenka Dovžan  | Slalom        | 47.95         | 48.71         | 1:36.66       | 16      |
| Nataša Bokal   | Slalom        | 47.72         | 47.87         | 1:35.59       | 11      |
| Špela Pretnar  | Slalom        | 47.11         | Nie ukończyła | Nie ukończyła | –       |
| Urška Hrovat   | Slalom        | 47.02         | Nie ukończyła | Nie ukończyła | –       |

### Biathlon
Mężczyźni
| Konkurencja  | Zawodnik        | Pudła 1 | Czas    | Miejsce |
| ------------ | --------------- | ------- | ------- | ------- |
| 10 km Sprint | Tomaž Žemva     | 1       | 30:32.1 | 42      |
| 10 km Sprint | Sašo Grajf      | 3       | 30:24.2 | 40      |
| 10 km Sprint | Tomas Globočnik | 3       | 30:04.4 | 33      |
| 10 km Sprint | Jože Poklukar   | 1       | 29:00.5 | 16      |

| Konkurencja   | Zawodnik        | Czas      | Pudła | Skorygowany czas 2 | Miejsce |
| ------------- | --------------- | --------- | ----- | ------------------ | ------- |
| Bieg na 20 km | Tomaž Žemva     | 57:27.0   | 8     | 1'05:27.0          | 61      |
| Bieg na 20 km | Janez Ožbolt    | 1'00:18.9 | 5     | 1'05:18.9          | 58      |
| Bieg na 20 km | Sašo Grajf      | 58:18.2   | 2     | 1'00:18.2          | 25      |
| Bieg na 20 km | Tomas Globočnik | 56:55.5   | 2     | 58:55.5            | 11      |

Sztafeta mężczyzn 4 × 7,5 km
| Zawodnicy                                             | Wyścig  | Wyścig    | Wyścig  |
| Zawodnicy                                             | Pudła 1 | Czas      | Miejsce |
| ----------------------------------------------------- | ------- | --------- | ------- |
| Sašo Grajf Jože Poklukar Janez Ožbolt Tomas Globočnik | 2       | 1'25:43.2 | 12      |

Kobiety
| Konkurencja   | Zawodniczka      | Pudła 1 | Czas    | Miejsce |
| ------------- | ---------------- | ------- | ------- | ------- |
| 7,5 km Sprint | Lucija Larisi    | 4       | 27:14.9 | 59      |
| 7,5 km Sprint | Tadeja Brankovič | 3       | 25:20.1 | 36      |
| 7,5 km Sprint | Andreja Grašič   | 1       | 24:05.2 | 12      |

| Konkurencja   | Zawodniczka      | Czas    | Pudła | Skorygowany czas 2 | Miejsce |
| ------------- | ---------------- | ------- | ----- | ------------------ | ------- |
| Bieg na 15 km | Tadeja Brankovič | 53:19.1 | 8     | 1'01:19.1          | 36      |
| Bieg na 15 km | Lucija Larisi    | 55:05.8 | 6     | 1'01:05.8          | 35      |
| Bieg na 15 km | Andreja Grašič   | 52:01.0 | 4     | 56:01.0            | 5       |

Sztafeta kobiet 4 × 7,5 km
| Zawodniczki                                                   | Wyścig  | Wyścig    | Wyścig  |
| Zawodniczki                                                   | Pudła 1 | Czas      | Miejsce |
| ------------------------------------------------------------- | ------- | --------- | ------- |
| Lucija Larisi Andreja Grašič Matejka Mohorič Tadeja Brankovič | 3       | 1'44:18.8 | 9       |

### Biegi narciarskie
Kobiety
| Konkurencja                           | Zawodniczka  | Wyścig    | Wyścig  |
| Konkurencja                           | Zawodniczka  | Czas      | Miejsce |
| ------------------------------------- | ------------ | --------- | ------- |
| Bieg na 5 km stylem klasycznym        | Nataša Lačen | 19:09.3   | 34      |
| Bieg łączony na 10 km stylem dowolnym | Nataša Lačen | 32:03.6   | 34      |
| Bieg na 30 km stylem dowolnym         | Nataša Lačen | 1'29:10.4 | 18      |

### Łyżwiarstwo figurowe
Kobiety
| Zawodniczka | Konkurencja | SP | FS | TFP  | Miejsce |
| ----------- | ----------- | -- | -- | ---- | ------- |
| Mojca Kopač | Solistki    | 22 | 23 | 34.0 | 23      |

### Narciarstwo dowolne
Mężczyźni
| Zawodnik  | Konkurencja        | Kwalifikacja | Kwalifikacja | Finał                  | Finał                  |
| Zawodnik  | Konkurencja        | Punkty       | Miejsce      | Punkty                 | Miejsce                |
| --------- | ------------------ | ------------ | ------------ | ---------------------- | ---------------------- |
| Miha Gale | Skoki akrobatyczne | 154.68       | 22           | Nie zakwalifikował się | Nie zakwalifikował się |

### Kombinacja norweska
Indywidualny mężczyzn
Konkurencje:
- Skocznia normalna – skoki narciarskie
- Bieg na 15 km – biegi narciarskie

| Zawodnik    | Konkurencja  | Skok   | Skok    | Bieg czas | Łącznie miejsce |
| Zawodnik    | Konkurencja  | Punkty | Miejsce | Bieg czas | Łącznie miejsce |
| ----------- | ------------ | ------ | ------- | --------- | --------------- |
| Roman Perko | Indywidualny | 180.0  | 46      | 49:07.4   | 41              |

### Skoki narciarskie
| Zawodnik       | Konkurencja       | Skok 1  | Skok 1 | Skok 1  | Skok 2                 | Skok 2                 | Łącznie                | Łącznie                |
| Zawodnik       | Konkurencja       | Dystans | Punkty | Miejsce | Dystans                | Punkty                 | Punkty                 | Miejsce                |
| -------------- | ----------------- | ------- | ------ | ------- | ---------------------- | ---------------------- | ---------------------- | ---------------------- |
| Urban Franc    | Skocznia normalna | 74.0    | 79.5   | 42      | Nie zakwalifikował się | Nie zakwalifikował się | Nie zakwalifikował się | Nie zakwalifikował się |
| Peter Žonta    | Skocznia normalna | 74.0    | 80.5   | 39      | Nie zakwalifikował się | Nie zakwalifikował się | Nie zakwalifikował się | Nie zakwalifikował się |
| Blaž Vrhovnik  | Skocznia normalna | 74.5    | 81.0   | 38      | Nie zakwalifikował się | Nie zakwalifikował się | Nie zakwalifikował się | Nie zakwalifikował się |
| Primož Peterka | Skocznia normalna | 87.0    | 109.0  | 9 Q     | 89.0                   | 114.0                  | 223.0                  | 6                      |
| Miha Rihtar    | Skocznia duża     | 108.0   | 93.4   | 34      | Nie zakwalifikował się | Nie zakwalifikował się | Nie zakwalifikował się | Nie zakwalifikował się |
| Peter Žonta    | Skocznia duża     | 114.5   | 105.1  | 23 Q    | 98.5                   | 73.3                   | 178.4                  | 28                     |
| Blaž Vrhovnik  | Skocznia duża     | 116.0   | 107.3  | 20 Q    | 122.5                  | 119.5                  | 226.8                  | 17                     |
| Primož Peterka | Skocznia duża     | 119.0   | 115.2  | 8 Q     | 130.5                  | 135.9                  | 251.1                  | 5                      |

Konkurs na skoczni dużej – drużyna mężczyzn
| Zawodnicy                                            | Wynik  | Wynik   |
| Zawodnicy                                            | Punkty | Miejsce |
| ---------------------------------------------------- | ------ | ------- |
| Miha Rihtar Peter Žonta Blaž Vrhovnik Primož Peterka | 610.3  | 10      |

### Snowboarding
Slalom gigant kobiet
| Zawodniczka  | Wyścig 1 | Wyścig 2      | Łącznie       | Łącznie |
| Zawodniczka  | Czas     | Czas          | Czas          | Miejsce |
| ------------ | -------- | ------------- | ------------- | ------- |
| Polona Zupan | 1:16.90  | Nie ukończyła | Nie ukończyła | –       |